# Abbazia di Schussenried

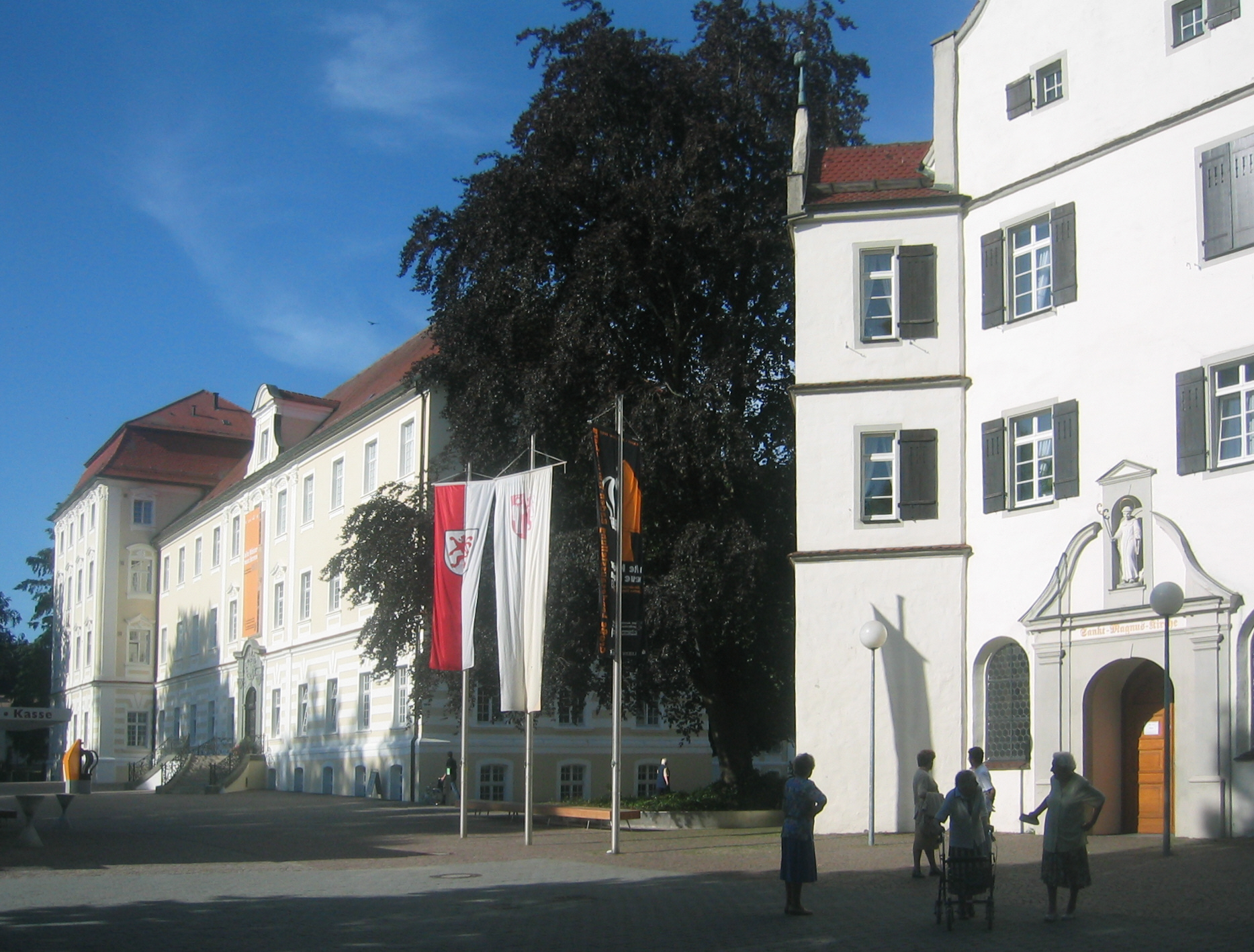
Il Nuovo Monastero ("Neues Kloster") e la chiesa abbaziale

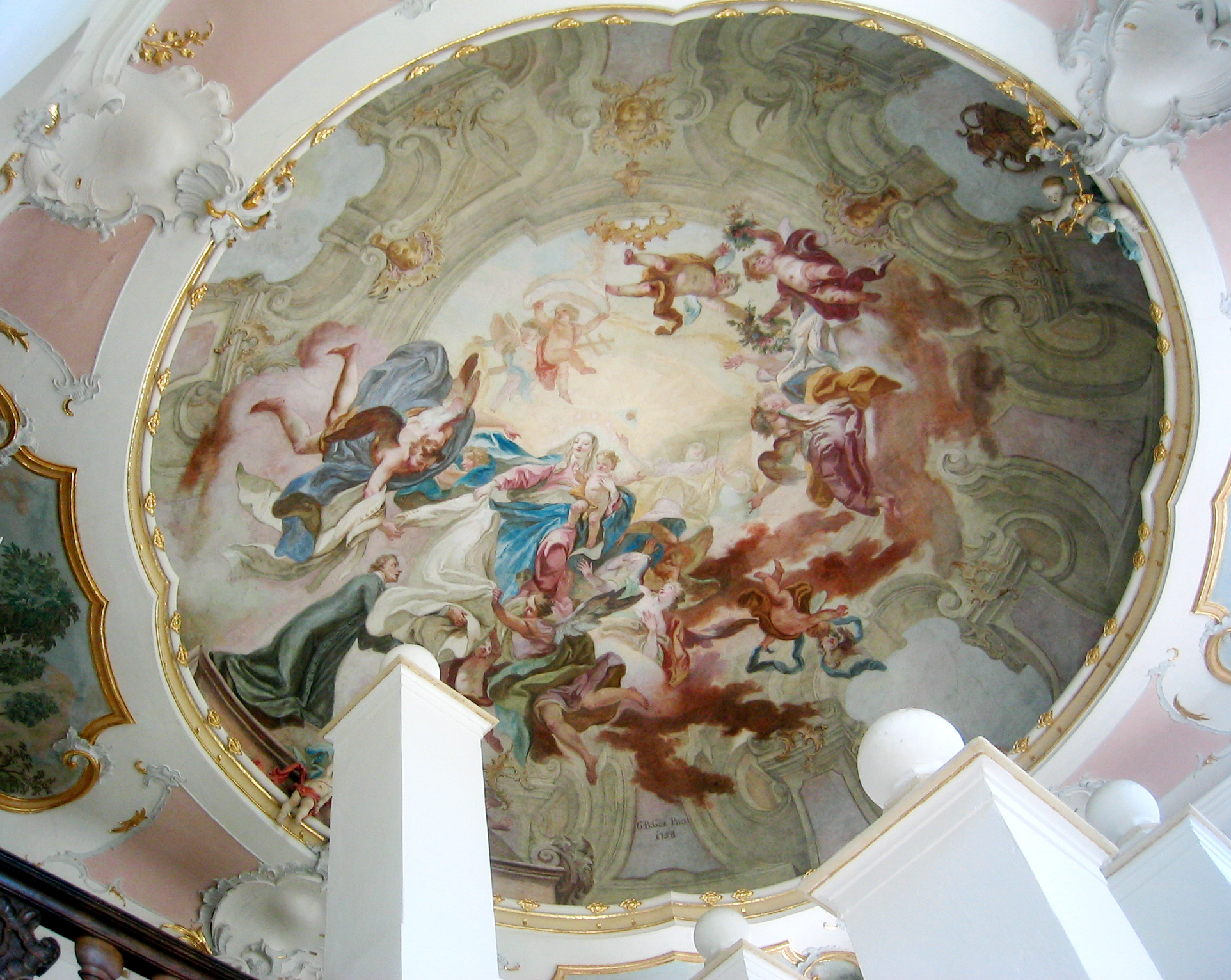
Le pitture sul soffitto della scalinata d'onore nel Nuovo Monastero

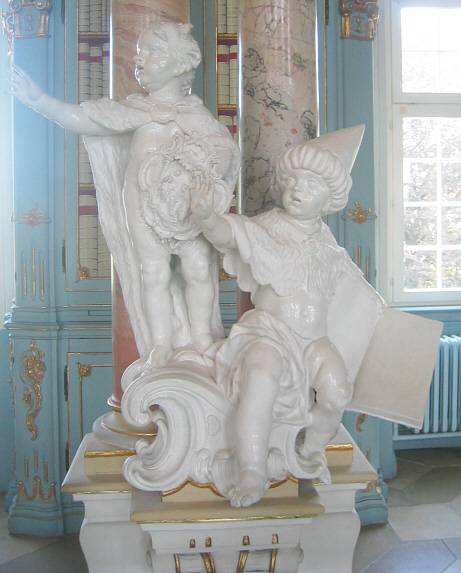
Nestore ed Ario

L'abbazia di Schussenried (Kloster Schussenried, Reichsabtei Schussenried) fu un monastero premonstratense a Bad Schussenried, località dell'Alta Svevia, nel Baden-Württemberg, in Germania.

## Storia
Nel 1183 il monastero venne fondato dai proprietari locali, Berengario e Corrado di Schussenried che vi posero a capo la congregazione premonstratense dell'abbazia di Roth.
Papa Innocenzo III garantì la sua protezione e la propria immunità con privilegio del 13 febbraio 1211, facendo sì che l'abbazia acquisisse proprietà e un considerevole dominio temporale, venendo dichiarata abbazia imperiale nel 1440.
L'abbazia soffrì tremendi danneggiamenti durante la guerra dei trent'anni: molte delle strutture monastiche vennero bruciate dagli svedesi e le terre attorno devastate. La ricostruzione iniziò nel XVII secolo stesso e prende l'attuale nome di Nuovo monastero, dal momento che venne costruito col nuovo stile barocco, continuando ad essere implementato sino al 1752. La responsabilità dei lavori venne affidata a Dominikus Zimmermann. Il piano originale con una corte a quattro ali ed una chiesa nel centro non venne portato a termine per questioni finanziarie ed attualmente sorgono solo 3 ali.
Dopo la mediatizzazione del 1803 l'abbazia e il suo territorio vennero dati in compensazione dei territori perduti ai conti di Sternberg-Manderscheid che usarono l'abbazia come loro castello di residenza. Nel 1806 il territorio passò al Regno del Württemberg, i cui regnanti vendettero gli stabili nel 1835.
Nel 1875 vi venne eretto un ospedale per neonati e successivamente, dal 1997 vi prese sede l'ospedale psichiatrico di stato il quale adibì dal 1998 il "Nuovo Monastero" a luogo per esibizioni ed eventi culturali.

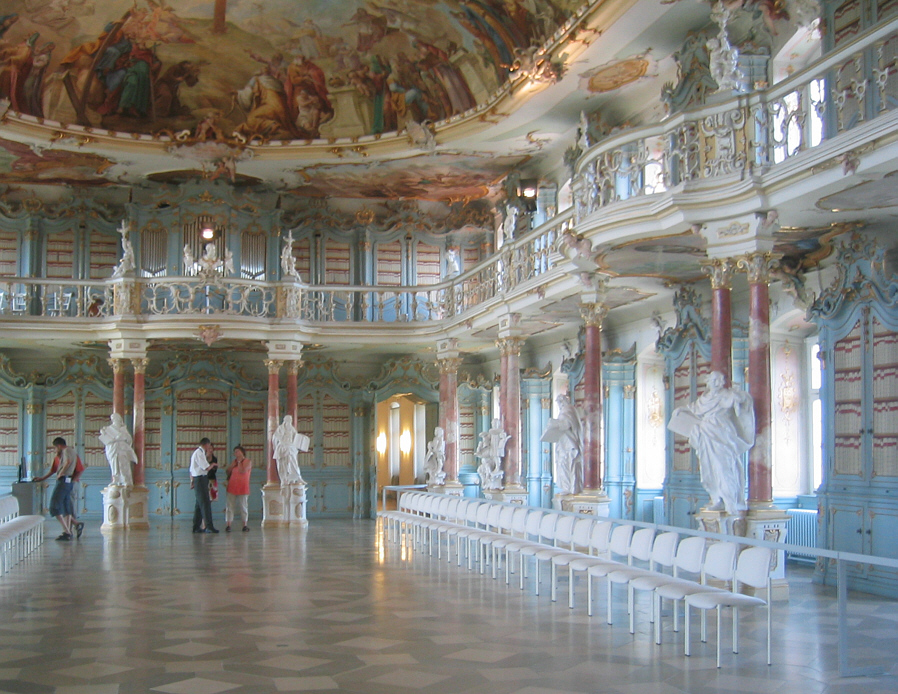
La biblioteca barocca

## La biblioteca
La biblioteca barocca è uno dei più spettacolari monumenti dell'abbazia ed è parte della strada barocca dell'Alta Svevia. La stanza, estremamente luminosa, è tappezzata alle pareti di scaffali ed armadi. L'ornamentazione è tra le più ricche del XVIII secolo nel mondo tedesco: il soffitto è affrescato completamente da Franz Georg Hermann che completò il proprio lavoro nel 1757 mostrando straordinari dettagli con le opere di ispirazione religiosa raffiguranti l'Apocalisse, la Scuola, l'Educazione e la Maestria.
Le sculture più recenti sono otto gruppi di statue che sono suddivise in due gruppi "i falsi insegnanti della chiesa", contrapposti frontalmente a "i veri insegnanti della chiesa" che vennero scolpiti da Fidelis Sporer e terminati nel 1766.

## La chiesa abbaziale
La chiesa abbaziale, attuale chiesa parrocchiale, venne dedicata a San Magno. Essa contiene elementi di architettura romanica e gotica, nonché un trionfo di barocco. Tra le opere di maggior spicco si ricorda il coro di Georg Anton Macheln ed i soffitti affrescati di Johannes Zick che illustrano la vita di Norberto di Xanten, fondatore dei premonstratensi.

## Prevosti ed abati di Schussenried

### Prevosti
- Friedrich 1183-1188
- Mangold 1188-1192
- Menfried 1205-1208
- Luither 1208-1209
- Burkhard 1209-1215
- Konrad I von Besserer 1215-1218
- Rudolf 1221-1222
- Konrad II 1223-1248
- Bertold I 1248-1278
- Ortholf I von Wielin 1278-1281
- Heinrich I 1282-1290
- Albert 1290-1302
- Konrad III 1302-1326
- Ortholf II Schorp 1326-1356
- Bertold II von Altheim 1356-1363
- Johannes I von Veser 1363-1371
- Hiltbrand von Wielin 1371-1404
- Konrad IV 1404-1420
- Johannes II Rothmund 1420-1438

### Abati
- Konrad V Rauber 1438-1466
- Petrus Fuchs 1467-1480
- Heinrich II Österreicher 1480-1505
- Johannes III Wittmayer 1505-1544
- Gallus Müller 1544-1545
- Jakob Renger 1545-1552
- Benedikt Wall 1552-1575
- Oswald Escher 1575-1582
- Ludwig Mangold 1582-1604
- Christoph Müller 1604-1606
- Martin Dietrich 1606-1621
- Matthaeus Rohrer 1621-1653
- Mathias Binder 1653-1655
- Augustin Arzet 1656-1666
- Bernhard Henlin 1666-1673
- Vincentius Schwab 1673-1683
- Tiberius Mangold 1683-1710
- Innocentius Schid 1710-1719
- Didacus Ströbele 1719-1733
- Siardus I Frick 1733-1750
- Magnus Kleber 1750-1756
- Nikolaus Kloos 1756-1775
- Joseph Krapf 1775-1791
- Siardus II Berchtold 1792-1803